# Eria rhyncostyloides
Eria rhyncostyloides là một loài thực vật có hoa trong họ Lan. Loài này được O'Brien mô tả khoa học đầu tiên năm 1907.